# Kate Pierson
Catherine Elizabeth Pierson (Weehawken, Nueva Jersey; 27 de abril de 1948), más conocida como Kate Pierson, es una vocalista y compositora estadounidense, una de las fundadoras de la banda The B-52's. Como multinstrumentista, toca la guitarra, el bajo y varios instrumentos de teclado. Con The B-52's ha actuado junto a Cindy Wilson, Ricky Wilson, Fred Schneider y Keith Strickland.
En febrero de 2015, Pierson lanzó su primer álbum en solitario, "Guitars and Microphones", con material coescrito por Sia Furler. Más tarde lanzó el sencillo "Better Not Sting the Bee", sin álbum, y el 15 de abril de 2016, lanzó una versión de "Venus" también como sencillo. 

## Biografía
Nacida en Weehawken, Nueva Jersey, Pierson creció en la localidad de Rutherford. En 1976 fundó The B-52's junto a los hermanos Cindy y Ricky Willson, la exitosa banda a la que ha pertenecido como vocalista y tecladista hasta la actualidad. Como vocalista, ha colaborado con diferentes bandas, cosechando éxitos notables con temas como "Shiny Happy People" de R.E.M. en 1991 y Candy junto a Iggy Pop en 1990. Otras colaboraciones destacadas incluyen a los Ramones en 1980 en la canción Chop Suey, junto a su compañera en The B-52's, Cindy Wilson y Deborah Harry, la cantante de la banda Blondie o Junior Senior en la canción Take My Time. En 1984, colaboró en el álbum debut de su compañero Fred Schneider en la canción Monster.
En 1999 fundó el grupo NiNa, junto a la japonesa Yuki Isoya.
Pierson es la dueña del restaurante Kate's Lazy Deserts en Landers, California, y de Kate's Lazy Meadow en Mount Tremper, Nueva York, una cabaña moderna y rústica en las montañas Catskill de Nueva York. Opera sus negocios con Monica Coleman, su pareja desde 2003. El 3 de agosto de 2015, Pierson y Coleman se casaron en una ceremonia a la que asistieron los demás integrantes de The B-52's, y la cantante Sia con su exmarido Erik Anders.
Su relación y matrimonio con Coleman prosigue desde 2003.

## Colaboraciones
Pierson ha colaborado con las siguientes bandas y artistas: 
- The Ramones, a principios de 1980 en la canción, "Chop Suey", con Cindy Wilson y Debbie Harry; el título está disponible como bonus track en el relanzado CD The Ramones 'Pleasant Dreams'.

- Cindy, Keith y Kate formaron parte del grupo "Melon" y grabaron dos canciones ("I Will Call You" y "Honeydew") para un show de TV japonesa llamado "Snakeman Show". La pista sonora del LP de 1980 o el CD de 1988 solo fueron lanzados en Japón.

- Con Fred Schneider, en su álbum solista Fred Schneider & The Shake Society de 1984, en las canciones "Monster," "Summer in Hell," "I'm Gonna Haunt You" y "Boonga (The New Jersey Caveman)".

- Con Iggy Pop en 1990 en la canción "Candy", que se ubicó en el Top 30.

- Con R.E.M., en las canciones "Shiny Happy People", "Near Wild Heaven" y "Me In Honey" del álbum 'Out Of Time' y "Fretless" de 1991, para la banda de sonido de 'Until The End Of The World' .

- Con Matthew Sweet, en el álbum de 1989 'Earth'.

- Con Cindy Wilson en su cover conjunto del tema de McFadden & Whitehead "Ain't No Stoppin' Us Now", grabado para la banda de la película 'The Associate' en 1996.

- La banda sonora de The Rugrats Movie, lanzada en 1998, contiene la pista "The World Is Something New To Me" y presenta a Kate, Fred y Cindy junto a otros intérpretes.

- "We Are Family", un sencillo lanzado para reunir fondos para las víctimas de los ataques del 11-S presenta a Kate y Fred en los coros y la documentación del DVD.

- Jay Ungar & Molly Mason tienen participación de Kate en las canciones de su álbum 'Relax Your Mind' de 2003, en la pista "Bad Attitude".

- Con Junior Senior en la canción "Take My Time", del álbum de 2005 'Hey Hey My My Yo Yo' (con Cindy Wilson).

- Con Peter Jöback, dueto en la canción "Sing" del álbum 'East Side Stories' de 2009.

- David Byrne y Fatboy Slim, en la canción "The Whole Man" del álbum 'Here Lies Love', de 2010.

- También como miembro del grupo japonés NiNa con Yuki Isoya coescribió e interpretó un álbum completo, con los hit singles "Happy Tomorrow" y "Aurora Tour". El álbum y los sencillos solo fueron lanzados en Japón. Dos canciones fueron usadas como tema final para el animé Arc the Lad.

- Apareció en el vídeo musical de Blondie para el tema "Mother".

- La banda de sonido del filme 'Phineas and Ferb: Rockin' and Rollin', lanzado en septiembre de 2013, presenta a Kate Pierson cantando "Let's Spend Half A Day". El álbum estaba disponible para descargas pagas.

- Una canción en el álbum Skyscraper Souls de 2017 de Downes Braide Association's.